# Plancton

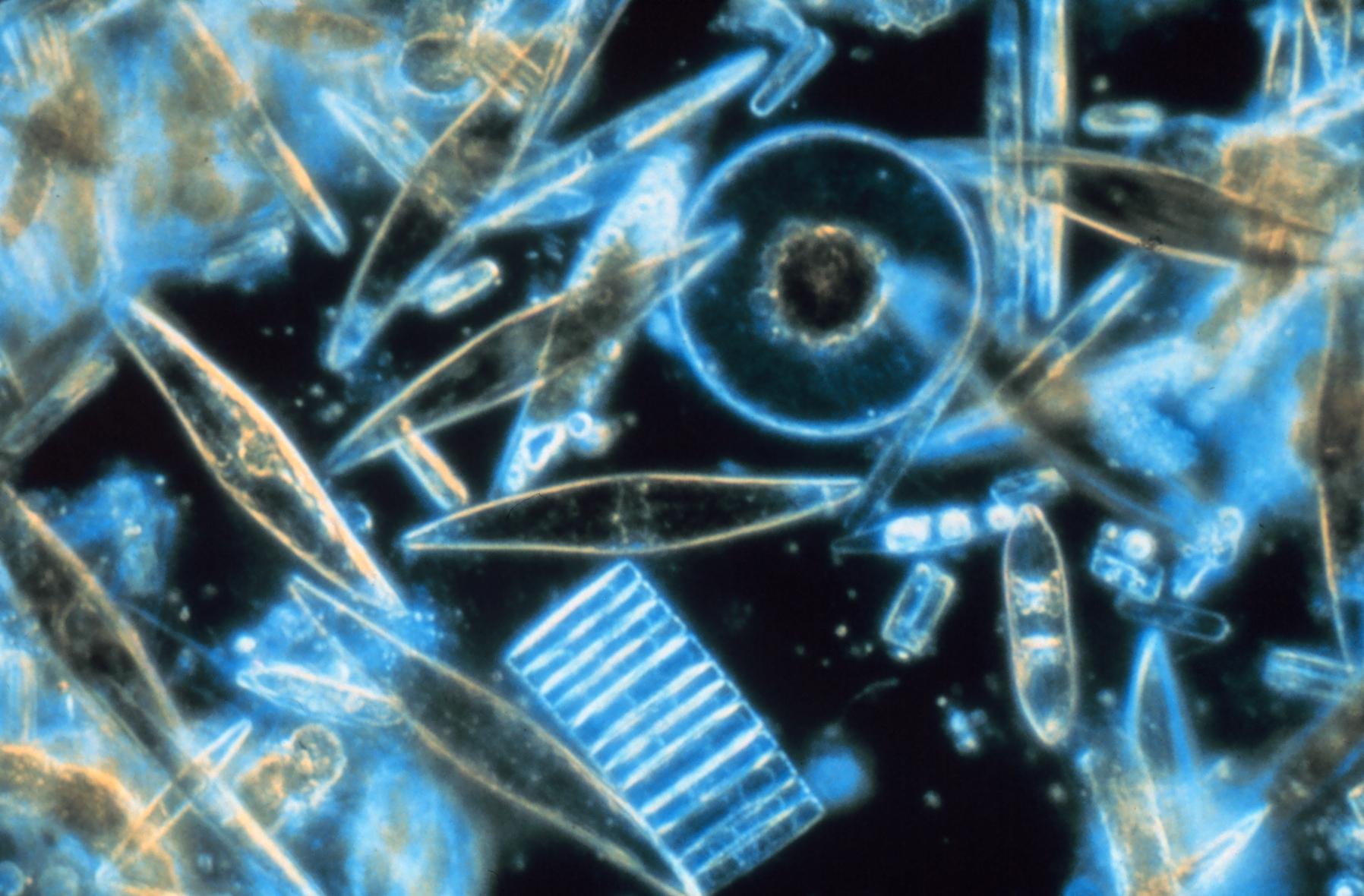
Diatomeas (fitoplancton) vistas a través de un microscopio.

Se denomina plancton (del griego πλαγκτόν [planctón], ‘lo errante’ o ‘lo que va errante’) al conjunto de organismos, principalmente microscópicos, que flotan en aguas saladas o dulces, más abundantes hasta los 200 metros de profundidad, aproximadamente. Se distingue del necton, palabra que denomina a todos los nadadores activos y del neuston, los que viven en la interfase o límite con el aire, es decir, en la superficie. Plancton (organismos que viven en suspensión en el agua), bentos (del fondo de ecosistemas acuáticos) y edafón (de la comunidad que habita los suelos).
Los organismos individuales que constituyen el plancton son denominado plancters. En el océano, son una fuente crucial de alimento de numerosos organismos acuáticos pequeños y grandes, tales como bivalvos, peces, y  ballenas.

## Clasificación
Aunque tradicionalmente se ha subdividido el plancton en fitoplancton y zooplancton, según las clasificaciones más recientes esta distinción no parece apropiada, ya que entre los organismos autótrofos se incluyen los vegetales, algunos protistas y bacterias, y entre los heterótrofos están los animales, otros protistas y bacterias. No obstante, esa clasificación sigue utilizándose extensamente.
Se puede hacer una primera división entre holoplancton, que son aquellos organismos que pasan todo su ciclo vital perteneciendo al plancton y meroplancton, formado por organismos que solo durante una parte de su vida integran la comunidad planctónica.

### Zooplancton
Constituido por todos los consumidores que constituyen en su gran mayoría a productores secundarios y terciarios. Este grupo está constituido por organismos generalmente microscópicos adultos y sus fases larvarias (holoplancton), y por las fases larvarias de otros organismos que en forma adulta habitan los fondos acuáticos o la columna de agua pero contrarrestando el movimiento de las corrientes. Algunos de los grupos de organismos más abundantes y característicos del zooplancton son los copépodos, cladóceros, rotíferos, cnidarios, quetognatos, eufáusidos y las larvas de los peces que por su relevancia socioeconómica de los organismos juveniles y adultos generalmente estudian y describen con el término “ictioplancton”. Al igual que el fitoplancton, dependiendo del ambiente en que se encuentren, ya sea dulceacuícola o marino, cada uno de los grupos o especies del zooplancton variará su diversidad y abundancia. Un componente del zooplancton relativamente menos estudiado son sus parásitos que constituyen una diversidad varios órdenes de magnitud mayor que los mismos organismos fitoplanctónicos y zooplanctónicos ya que cada organismo que existe en el planeta es propenso a infestarse o infectarse por múltiples parásitos.

### Fitoplancton
El plancton vegetal, denominado fitoplancton, vocablo que deriva del griego φύτοπλαγκτον [phytoplankton] (φυτόν [phyton] significa planta), se desarrolla en las aguas costeras del mar con luz solar y sales minerales abundantes (aguas de hasta 30 m de profundidad), dado que elaboran su alimento por fotosíntesis.
Constituyen el alimento del zooplancton y producen el 50 % del oxígeno molecular necesario para la vida terrestre. Los organismos que más abundan en el fitoplancton son las cianobacterias y las diatomeas, unas algas doradas unicelulares. También encontramos a los dinoflagelados, responsables de las mareas rojas.
Base de la cadena trófica marina, el fitoplancton ha experimentado un significativo descenso debido al aumento de la radiación ultravioleta. Se ha observado que bajo el agujero de la capa de ozono en la Antártida la productividad del fitoplancton decreció entre el 6 % y el 12 %.

### Otras clasificaciones
Diversos autores han realizado una clasificación del plancton por su tamaño, aunque es una división que puede considerarse “artificial”, pues en principio se basó en la luz de malla con la que se hacían las capturas, y no se ha llegado a un acuerdo definitivo. Una de las clasificaciones más utilizadas es la siguiente:
- Femtoplancton (0,02-0,2 µm): virus, bacterias
- Picoplancton (0,2-2 micras): bacterias, cianobacterias, prasinofíceas
- Nanoplancton (2-20 micras): fitoflagelados
- Microplancton (20-200 micras): diatomeas, peridíneas, tintínidos, radiolarios, ostrácodos, cladóceros
- Macroplancton (0,2-2 mm): medusas, alevines
- Megaloplancton (mayor de 2 mm): medusas, colonias de tunicados

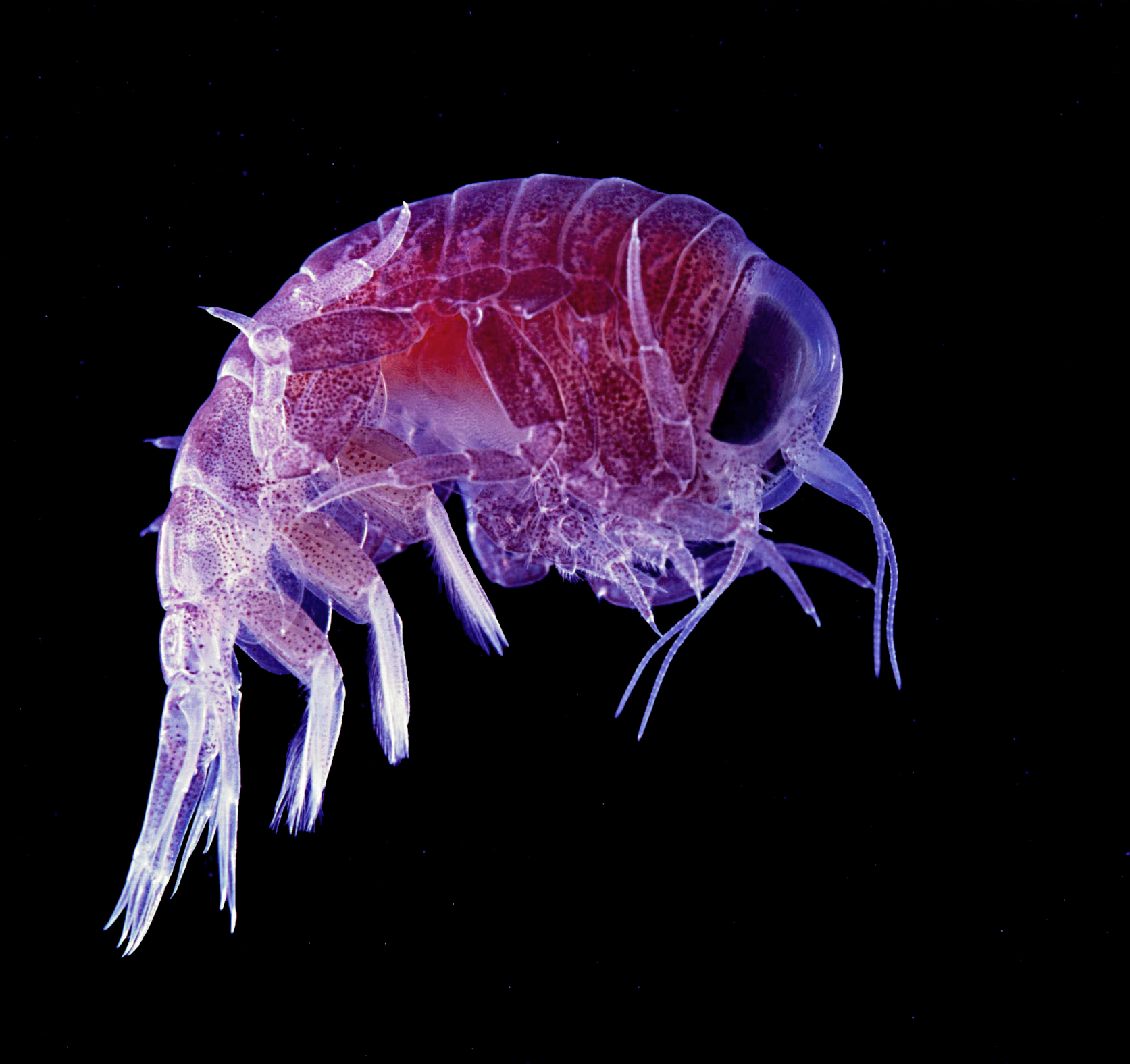
Hyperia macrocephala.

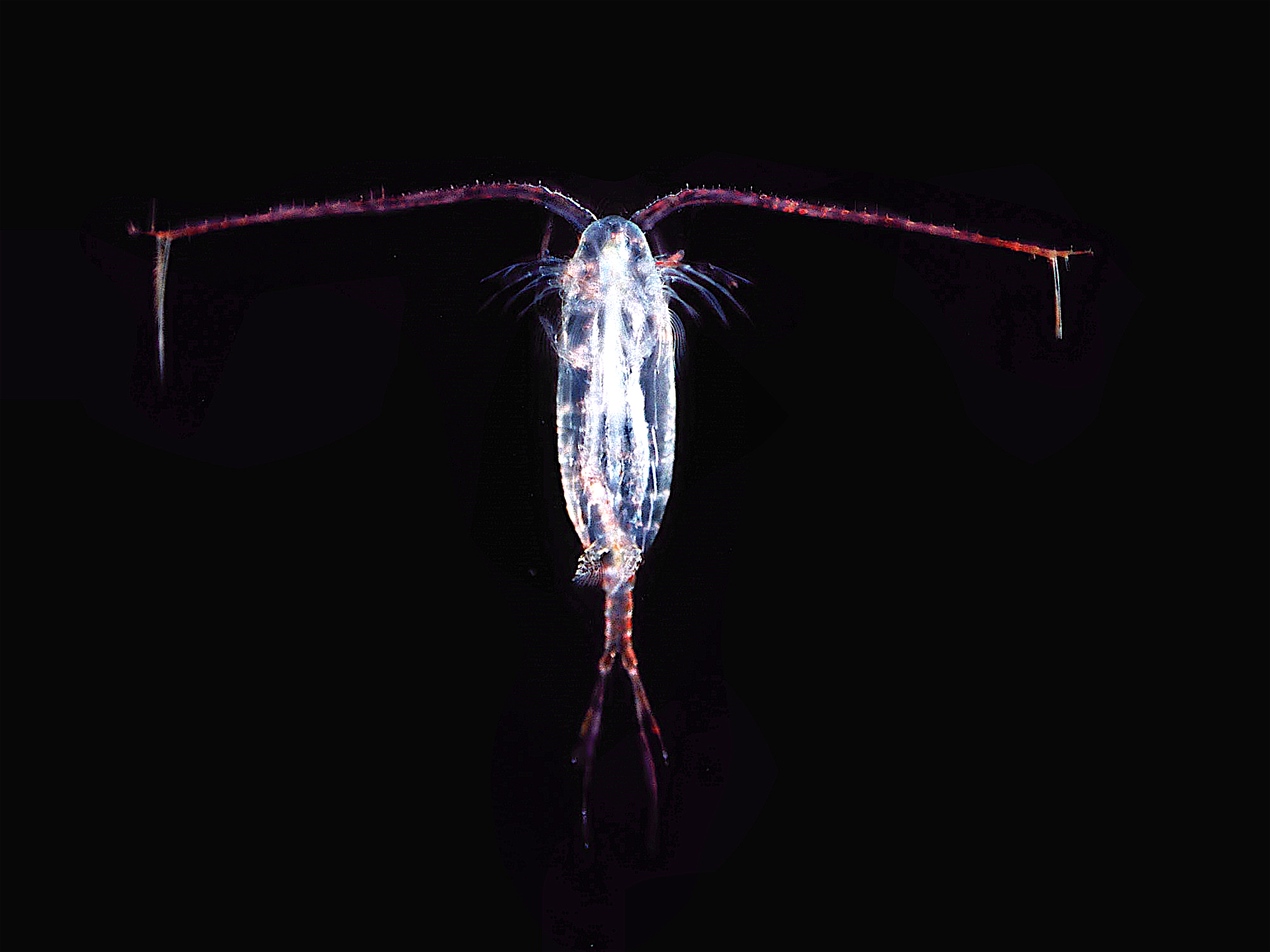
Copépodo (Calanoida).

También se puede clasificar según su ubicación (horizontal o vertical):
- Horizontal o distancia con respecto a la costa:
  - Plancton nerítico: es el que se encuentra sobre la plataforma continental.
  - Plancton oceánico: es el que se encuentra fuera de la plataforma continental.
- Vertical o profundidad:
  - Epiplancton: 0-50 metros.
  - Subplancton: 50-200 metros.
  - Infraplancton: 200-500 metros.
  - Batiplancton más de 500 metros bajo la superficie.

## Distribución

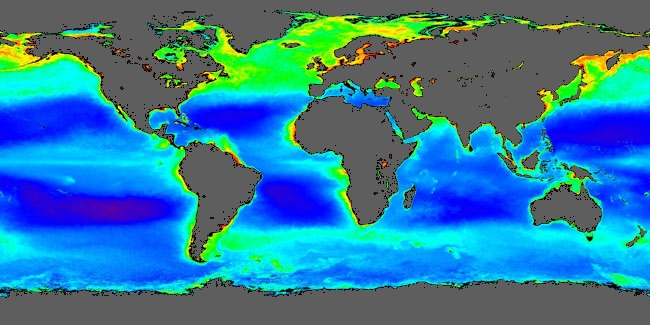
Concentraciones mundiales de clorofila en la superficie del océano vistas por satélite durante la primavera boreal, media de 1998 a 2004. La clorofila es un indicador de la distribución y abundancia del fitoplancton.

Aparte del aeroplancton, el plancton habita en océanos, mares, lagos y estanques. La abundancia local varía horizontal, vertical y estacionalmente. La principal causa de esta variabilidad es la disponibilidad de luz. Todos los ecosistemas de plancton están impulsados por el aporte de energía solar (véase quimiosíntesis), lo que limita la producción primaria a las aguas superficiales y a las regiones geográficas y estaciones con abundante luz.
Una variable secundaria es la disponibilidad de nutrientes. Aunque grandes áreas de los océanos tropicales y subtropicales tienen abundante luz, experimentan una producción primaria relativamente baja porque ofrecen nutrientes limitados como nitrato, fosfato y silicato. Esto se debe a la circulación oceánica a gran escala y a la estratificación de la columna de agua. En tales regiones, la producción primaria suele tener lugar a mayor profundidad, aunque a un nivel reducido (debido a la disminución de la luz).
A pesar de las importantes concentraciones de macronutrientes, algunas regiones oceánicas son improductivas (las denominadas HNLC). El micronutriente hierro es deficiente en estas regiones, y añadirlo puede conducir a la formación de floraciones de algas fitoplanctónicas. El hierro llega al océano principalmente a través de la deposición de polvo en la superficie del mar. Paradójicamente, las zonas oceánicas adyacentes a tierras improductivas y áridas suelen tener abundante fitoplancton (por ejemplo, el océano Atlántico oriental, donde los vientos alisios traen polvo del desierto del Sáhara en el norte de África).
Aunque el plancton es más abundante en las aguas superficiales, vive en toda la columna de agua. En las profundidades donde no hay producción primaria, el zooplancton y el bacterioplancton consumen material orgánico procedente de las aguas superficiales más productivas. Este flujo de material que se hunde, denominado nieve marina, puede ser especialmente elevado tras la finalización de las floraciones primaverales.
La distribución local del plancton puede verse afectada por la circulación de Langmuir impulsada por el viento y los efectos biológicos de este proceso físico.

## Migraciones
El plancton vegetal está siempre cerca de la superficie del agua, pues necesita luz para realizar la fotosíntesis. En cambio el zooplancton está siempre en movimiento, de arriba hacia abajo, completando un ciclo diario con un recorrido de entre 100 a  500 metros, o más. Están casi siempre cerca de la superficie de noche para alimentarse, y más abajo durante el día para escapar de las fuertes radiaciones solares, aunque puede invertirse para algunos grupos.

## Características
La mayoría de las especies son transparentes con una cierta irisación, y presentan colores solo al microscopio. Las especies superficiales son azuladas, y las otras rojizas. Algunas emiten luminiscencia, como la noctiluca.
La mayoría de las especies del plancton mide menos de un milímetro, otras, en cambio, son más grandes, como los sifonóforos, ctenóforos y medusas acalefas.

## El plancton en la cadena trófica
El fitoplancton es el alimento del zooplancton. Este, sirve al mismo tiempo como alimento a equinodermos, crustáceos y peces en estado larvario. Estas larvas al crecer sirven como alimento a bancos de pequeños peces que a su vez alimentan a grandes planctívoros, como las ballenas o los tiburones ballena, y a peces mayores que alimentan, a veces, en varios eslabones sucesivos, a los grandes depredadores oceánicos, como son los cetáceos carnívoros, los tiburones, los atunes o los peces espada. En proporción, una tonelada de estos últimos habrá requerido, para su existencia y desarrollo, cinco mil toneladas de fitoplancton, como parte de lo que se denomina cadena trófica.

## Marea roja

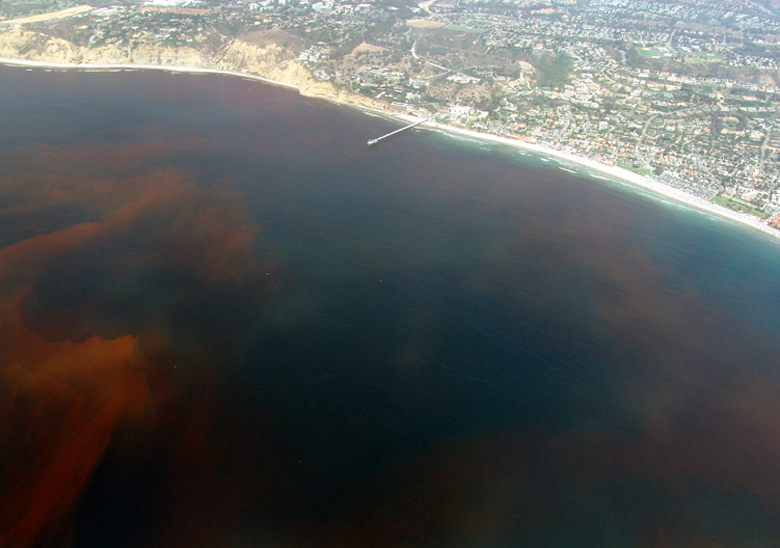
Marea roja en la costa de La Jolla, California.

Conocidas normalmente como “mareas rojas” son las proliferaciones de dinoflagelados (fitoplancton) que crecen exponencialmente debido a las condiciones favorables para su desarrollo (temperaturas, calidad y cantidad de luz, nutrientes y pasividad de la columna de agua). Su reproducción no para hasta que las condiciones sean desfavorables. Muchas veces estas floraciones algales pasan desapercibidas, mas es posible que la floración sea de algún tipo de fitoplancton tóxico, como Alexandrium catenella, que provoca la muerte en vertebrados como los humanos. No todas las floraciones tornan el agua del color rojo que le da el nombre a este fenómeno, paradójicamente las floraciones más nocivas son incoloras, por lo que los expertos suelen referirse a ellas como «floraciones algales nocivas» (FAN).

## Importancia ecológica

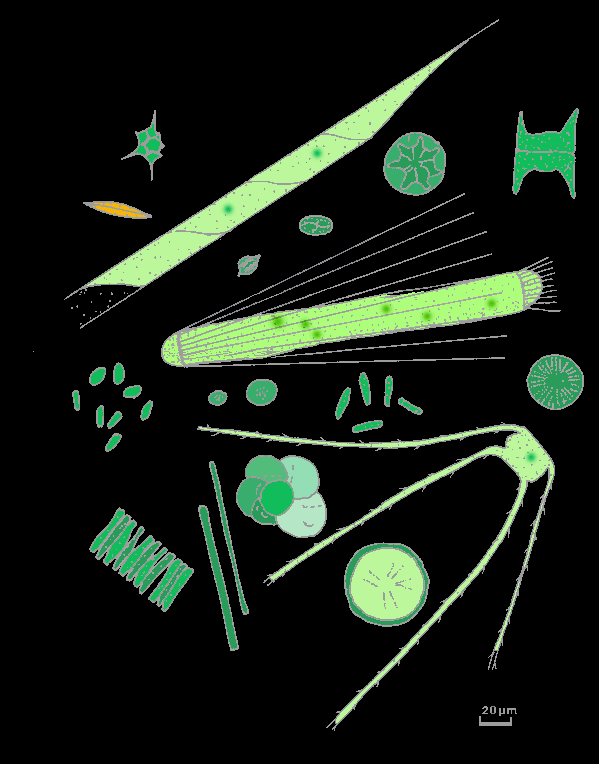
Fitoplancton

### Cadena alimentaria
Además de representar los últimos niveles de una cadena alimentaria que sustenta pesquerías de importancia comercial, los ecosistemas de plancton desempeñan un papel en el ciclo biogeoquímicos de muchos elementos químicos importantes, incluido el ciclo del carbono del océano. Las larvas de peces se alimentan principalmente de zooplancton, que a su vez se alimenta de fitoplancton

### Ciclo del carbono
Al alimentarse principalmente de fitoplancton, el zooplancton proporciona carbono a la red trófica planctónica, ya sea respirándolo para proporcionar energía metabólica, o al morir como biomasa o detritus. La materia orgánica tiende a ser más densa que el agua de mar, por lo que se hunde en los ecosistemas de mar abierto lejos de las costas, transportando carbono con ella. Este proceso, denominado bomba biológica, es una de las razones por las que los océanos constituyen el mayor sumidero de carbono de la Tierra. Sin embargo, se ha demostrado que está influenciado por los incrementos de temperatura. En 2019, un estudio indicó que a las tasas actuales de acidificación del agua de mar, los fitoplancton antárticos podrían ser más pequeños y menos eficaces para almacenar carbono antes de finales de siglo.
Podría ser posible aumentar la absorción por parte del océano del dióxido de carbono (CO
2) generado a través del actividades humanas aumentando la producción de plancton mediante la fertilización con hierro, es decir, introduciendo cantidades de hierro en el océano. Sin embargo, esta técnica puede no ser práctica a gran escala. El oxígeno y la consiguiente metano (causada por el exceso de producción remineralización en profundidad) es uno de los posibles inconvenientes. 

### Producción de oxígeno
El fitoplancton absorbe energía del Sol y nutrientes del agua para producir su propio alimento o energía. En el proceso de fotosíntesis, el fitoplancton libera oxígeno molecular (O
2) al agua como subproducto de desecho. Se calcula que aproximadamente el 50% del oxígeno del mundo se produce a través de la fotosíntesis del fitoplancton.  Además, la fotosíntesis del fitoplancton ha controlado el equilibrio del dióxido de carbono y el oxígeno atmosférico desde principios del Precámbrico. Eon.

### Eficiencia de absorción
La eficiencia de absorción (EA) del plancton es la proporción de alimento absorbido por el plancton que determina la disponibilidad de los materiales orgánicos consumidos para satisfacer las demandas fisiológicas requeridas.  Dependiendo de la tasa de alimentación y de la composición de la presa, las variaciones en la eficiencia de absorción pueden conducir a variaciones en la producción de egagrópilas fecales, y por lo tanto regula la cantidad de material orgánico que se recicla de nuevo al medio marino. Las bajas tasas de alimentación suelen dar lugar a una alta eficiencia de absorción y a gránulos pequeños y densos, mientras que las altas tasas de alimentación suelen dar lugar a una baja eficiencia de absorción y a gránulos más grandes con más contenido orgánico. Otro factor que contribuye a la liberación de materia orgánica disuelta (DOM) es la tasa de respiración. Factores físicos como la disponibilidad de oxígeno, el pH y las condiciones lumínicas pueden afectar al consumo total de oxígeno y a la cantidad de carbono que pierde el zooplancton en forma de CO2 respirado. Los tamaños relativos del zooplancton y de las presas también influyen en la cantidad de carbono que se libera a través de la alimentación descuidada. Las presas más pequeñas se ingieren enteras, mientras que las presas más grandes pueden alimentarse de forma más "descuidada", es decir, se libera más biomateria a través de un consumo ineficiente.  También hay pruebas de que la composición de la dieta puede afectar a la liberación de nutrientes, ya que las dietas carnívoras liberan más carbono orgánico disuelto (COD) y amonio que las dietas omnívoras.